# Fulgoropsis dubiosa
Fulgoropsis dubiosa  (лат.) — ископаемый вид мелких полужесткокрылых насекомых рода Fulgoropsis из семейства цикадовых Fulgoridiidae. Обнаружен в юрских отложениях Киргизстана (Kyzyl-Kiya, около 185 млн лет, плинсбахский ярус). Длина заднего крыла 11 мм.
Вид Fulgoropsis dubiosa был впервые описан в 1937 году советским палеоэнтомологом Андреем Васильевичем Мартыновым (1879—1938; ПИН РАН, Москва, СССР) вместе с таксонами Ferghanopsyche rotundata, Archaboilus kisylkiensis, Eofulgoridium proximum, Isfaroptera grylliformis, Kisylia psylloides, Liadotypus relictus и другими новыми ископаемыми видами. Таксон Fulgoropsis dubiosa включён в состав рода Fulgoropsis Martynov 1937.